# Сорбо-Серпіко
Сорбо-Серпіко (італ. Sorbo Serpico) — муніципалітет в Італії, у регіоні Кампанія, провінція Авелліно.
Сорбо-Серпіко розташоване на відстані близько 230 км на південний схід від Рима, 55 км на схід від Неаполя, 8 км на схід від Авелліно.
Населення — 586 осіб (2014).

## Демографія
Населення за роками:

Станом на 1 січня 2023 року в муніципалітеті офіційно проживало 19 іноземців з 10 країн, серед них 5 громадян країн Євросоюзу та 3 громадяни України.

## Сусідні муніципалітети
- Атрипальда
- Сальца-Ірпіна
- Сан-Потіто-Ультра
- Санто-Стефано-дель-Соле
- Вольтурара-Ірпіна